# El Mercado (Palma de Mallorca)
El Mercado (en catalán Es Mercat) es un barrio de Palma de Mallorca, Baleares, España.
El barrio está delimitado por Sindicato, La Misión, Plaza de los Patines, Pedro Garau, Marqués de la Fuensanta y Archiduque.
Contaba, 2018, con una población de 2.506 habitantes.